# Korn III: Remember Who You Are
Korn III: Remember Who You Are è il nono album in studio del gruppo musicale statunitense Korn, pubblicato il 13 luglio 2010 dalla Roadrunner Records.
Dell'album è presente anche una versione deluxe, contenente delle bonus tracks e un DVD live.

## Descrizione
È il primo album dei Korn registrato col nuovo batterista Ray Luzier. Dopo le sperimentazioni industrial metal dei due album precedenti la band, come recita il titolo stesso del disco, ritorna alle consuete sonorità nu metal/crossover, con un suono che ricorda molto da vicino quello "grezzo" e "diretto" dei primi due album (un po' come era già successo per Take a Look in the Mirror), e per far ciò decide di avvalersi di nuovo della collaborazione di colui che produsse quei due dischi seminali, lo storico produttore Ross Robinson.

## Tracce
1. Uber-Time – 1:29
2. Oildale (Leave Me Alone) – 4:43
3. Pop a Pill – 4:00
4. Fear Is a Place to Live – 3:09
5. Move On – 3:48
6. Lead the Parade – 4:25
7. Let the Guilt Go – 3:56
8. The Past – 5:06
9. Never Around – 5:30
10. Are You Ready to Live? – 3:59
11. Holding All These Lies – 4:38

Tracce bonus nell'edizione speciale
1. Trapped Underneath the Stairs – 4:21
2. People Pleaser – 7:07
3. Blind (Live in New York 10.05.10) – 5:29

## Formazione
- Jonathan Davis – voce
- James "Munky" Shaffer – chitarra
- Fieldy Arvizu – basso
- Ray Luzier – batteria

## Classifiche
| Classifica (2010)          | Posizione massima |
| -------------------------- | ----------------- |
| Australia                  | 8                 |
| Austria                    | 3                 |
| Belgio (Fiandre)           | 27                |
| Belgio (Vallonia)          | 18                |
| Canada                     | 4                 |
| Danimarca                  | 37                |
| Finlandia                  | 14                |
| Francia                    | 14                |
| Germania                   | 4                 |
| Grecia                     | 17                |
| Italia                     | 19                |
| Norvegia                   | 34                |
| Nuova Zelanda              | 5                 |
| Paesi Bassi                | 20                |
| Regno Unito                | 23                |
| Regno Unito (rock & metal) | 1                 |
| Spagna                     | 56                |
| Stati Uniti                | 2                 |
| Stati Uniti (alternative)  | 1                 |
| Stati Uniti (hard rock)    | 1                 |
| Stati Uniti (rock)         | 1                 |
| Stati Uniti (tastemaker)   | 3                 |
| Svezia                     | 23                |
| Svizzera                   | 8                 |